# Obwaldner Wochenblatt
Das Obwaldner Wochenblatt mit dem Untertitel Unabhängige Obwaldner Lokalzeitung war eine Schweizer Zeitung im Kanton Obwalden. Sie wurde 1975 gegründet und erschien bis 1981 in Lungern unter dem Titel D’r Lungerer, danach als Obwaldner Wochenblatt in Sarnen. Im August 2009 ist sie als eigenständige Zeitung erloschen, erscheint seitdem aber weiterhin als Sonderseiten im Lokalteil der Obwaldner Zeitung (bis September 2016 Neue Obwaldner Zeitung).

## Geschichte
Der Lungerer Zeitungspionier Gottfried Burch (1897–1981) gab jahrzehntelang alljährlich den Bruder-Klausen-Kalender und wöchentlich die Dorfzeitung Der Lungerer Bote heraus. Später übernahm sein Sohn Kari Burch den Verlagsbetrieb, der jedoch 1973 geschlossen wurde. Anfang 1975 ermöglichte der Giswiler Druckereibesitzer Josef «Sepp» Küchler dem 78-jährigen Gottfried Burch einen Neuanfang. Er gründete einen Presseverein in Lungern und gab die Zeitung D’r Lungerer als Nachrichtenblatt für den oberen Kantonsteil heraus.
Nach dem plötzlichen Tod von Gottfried Burch im Jahr 1981 wurde die Zeitung umbenannt in Obwaldner Wochenblatt, und Peter Ming übernahm die Redaktionsleitung. Im Jahr darauf konnte Küchler Druck die Verlagsrechte der über 100-jährigen Lokalzeitung Der Obwaldner (früher: Der Obwaldner Volksfreund) übernehmen. Mit über 7000 Abonnenten hatte das Wochenblatt über lange Zeit eine Monopolstellung in Obwalden. Als das Luzerner Tagblatt 1992 den Betrieb einstellte, gingen die Verlagsrechte von Josef Küchler an die Luzerner Zeitung.
1993 fusionierte das Obwaldner Wochenblatt mit der Neuen Obwaldner Zeitung. Es gab jedoch weiterhin eine eigene Redaktion in Sarnen, und das Wochenblatt erschien jeweils freitags als eigenständige Zeitung.
Am 21. August 2009 erschien die letzte eigenständige Ausgabe der Zeitung als Nr. 24 im 35. Jahrgang mit einer Auflage von 4'584 Exemplaren. Danach wurde die Zeitung aus wirtschaftlichen Gründen eingestellt. Seit dem 26. August 2009 erscheint das Wochenblatt nicht mehr als eigene Zeitung, sondern ist in die Neue Obwaldner Zeitung (seit  19. September 2016: Obwaldner Zeitung) integriert. Gleichzeitig wurde die separate Redaktion in Sarnen aufgelöst. Seitdem trägt zumeist mittwochs und samstags im Regionalteil der Zeitung eine oder zwei Seiten den Titel «Obwaldner Wochenblatt». Der Inhalt dieser Seiten stammt nicht von der Zeitungsredaktion in Stans, sondern wird von Lesern, Vereinen, Organisationen und Unternehmen zur Veröffentlichung eingereicht.

## Redaktion
Redaktionsleitung:
- 1975 bis 1981: Gottfried Burch
- ab 1981 Peter Ming, danach Ruedi Wyss und Gusti Demuth
- 1994 bis 1998: Markus Villiger
- 1998 bis 2001: Elisabeth Zurgilgen; Zurgilgen machte auch eine Neukonzeption des Wochenblatts.
- 2001 bis 2009: Primus Camenzind[6]

Weitere Mitarbeiter unter anderen:
- Sepp Reinhard, Fotograf
- Der ehemalige Kernser Pfarrer Karl Imfeld: Kolumnist im Obwaldner Wochenblatt
- Romano Cuonz
- Melk von Flüe: Bereich Sport; später Chefredaktor der Obwalden und Nidwalden Zeitung